# Sergio Villarreal Barragán
Sergio Enrique Villarreal Barragán (Torreón, Coahuila de Zaragoza, 21 de septiembre de 1969) es un ex narcotraficante mexicano. Era miembro del Cártel de los Beltrán Leyva, con base en Puebla. Obtuvo su nombre The Big One ("El Grande") porque mide 6 pies y 8 pulgadas (2,03 m) de altura.

## Biografía
Procedente del estado de Coahuila, Villarreal ejerció inicialmente como oficial de policía en Torreón, pero rápidamente comenzó a formar vínculos con diversas organizaciones de narcotráfico locales, y tras cierto tiempo terminó operando para los Cárteles de Juárez y Sinaloa. Cuando los hermanos Beltrán Leyva se rebelaron contra el Cártel de Sinaloa a principios de 2008 Villarreal se unió a la nueva organización que fundaron, y pasó a ser un teniente confiado de Marcos Arturo, Carlos y Héctor Beltrán Leyva. Tras la muerte de Arturo Beltrán Leyva en un tiroteo con la Armada en diciembre de 2009, Villarreal apoyó a su hermano Héctor en la lucha contra Édgar Valdez Villarreal, quien intentó hacerse con el control del Cártel. Un mes después de la captura de Valdez, Villarreal también fue detenido por la Marina mexicana en Puebla de Zaragoza el 13 de septiembre de 2010, y dos años después fue extraditado a Estados Unidos a la espera de ser juzgado por cargos de narcotráfico, asociación delictiva y lavado de dinero. Sin embargo, intentando evadir estas acusaciones, decidió cooperar con las autoridades y acordó testificar en el juicio de Genaro García Luna, jefe de la Secretaría de Seguridad mexicana acusado de recibir sobornos de narcotraficantes, contra el cual Villarreal declaró en enero de 2023.
Tras su detención por la Armada de México en septiembre de 2010 y su posterior extradición a Estados Unidos en mayo de 2012, decidió volverse testigo del gobierno y declaró en contra del ex secretario de seguridad pública mexicano Genaro García Luna en enero de 2023.

## Vida personal
Villarreal Barragán está casado con Gabriela Benavides Tamez y tiene un hermano llamado Adolfo Villarreal Barragán.